# Liczba kształtu drzewa
Liczba kształtu drzewa – współczynnik redukcyjny, który pozwala oszacować miąższość drzewa stojącego. Wyraża stosunek objętości drzewa do objętości walca, którego wysokość i średnica odpowiadają wysokości i pierśnicy drzewa.

## Wzór
Wzór ogólny liczby kształtu jest wyrażony jako: {\displaystyle f={\frac {V}{g*h}}}
Gdzie:
- {\displaystyle f} – liczba kształtu
- {\displaystyle V} – miąższość drzewa [m³]
- {\displaystyle g} – pole przekroju drzewa na wysokości podstawy [m²]
- {\displaystyle h} – wysokość drzewa [m]

## Rozdaje liczb kształtu
Wyróżnia się 3 rodzaje liczb kształtu:
- pierśnicowa liczba kształtu – do jej obliczenia stosuje się pole pierśnicowego przekroju drzewa (obliczane na podstawie wymiaru pierśnicy)[3],
- właściwa liczba kształtu – pole przekroju jest równe polu na wysokości h/n (najczęściej 1/10) drzewa[4],
- absolutna liczba kształtu – pole przekroju jest równe polu przekroju znajdującym się przy podstawie drzewa[5].